# Polyergus sanwaldi
Polyergus sanwaldi  (лат.) — вид муравьёв-рабовладельцев из рода муравьёв-амазонок подсемейства Формицины (Formicinae). Эндемик США.

## Описание
Муравьи красновато-коричневого цвета с саблевидными (без зубцов) жвалами. Встречаются в США. Ведут «рабовладельческий» образ жизни, используя в качестве рабов муравьёв рода Formica (Formica dolosa).
Длина головы (HL) 1.52–1.90 мм, ширина головы (HW) 1.42–1.80, длина скапуса усиков (SL) 1.50–1.79, головной индекс (CI) 92–97, индекс скапуса (SI) 97–113, общая длина тела (TL) 5.96–7.36 мм. Вид был впервые описан в 2013 году Дж.Трэгером и назван в честь Раймонда Сануальда (Raymond Sanwald), за его вклад в изучение муравьёв-рабовладельцев Polyergus и его готовность принимать у себя на ранчо “Ant Ranch” в Ray’s Medford (Long Island, NY) группы мирмекологов во главе с Говардом Топоффом (Howard Topoff) и его учеников.